# Guido I de Montlhéry
Guido I (fallecido en 1095) fue el segundo señor de Bray y el segundo señor de Montlhéry (en latín: Monte Leterico). Probablemente era hijo de Teobaldo de Montmorency, pero algunas fuentes dicen que su padre se llamaba Milón. Teobaldo puede haber sido su abuelo.
Se casó con Hodierna de Gometz, hija o hermana de Guillermo, señor de Gometz. Tuvieron siete hijos:
- Milón I el Grande,[1] señor de Montlhéry, casado Lithuise de Blois, vizcondesa de Troyes.
- Melisenda de Montlhéry (fallecida 1097), se casó con Hugo I, conde de Rethel.[1] Fue madre de Balduino II de Jerusalén.
- Isabel de Montlhéry, casada con Joscelino, señor de Courtenay, madre de Joscelino I, conde de Edesa.[1]
- Guido II el Rojo (fallecido en 1108), señor de Rochefort.
- Beatriz de Rochefort (1069-1117), casada con Anselmo de Garlande.
- Hodierna de Montlhéry, casada con Gualterio de Saint-Valery.
- Alicia de Montlhéry (también llamada Adela o Alix) (1040-1097), se casó con Hugo I, señor de Le Puiset (1035-1094).[1] Su hijo era Hugo I de Jaffa y su hija era Humberga de Le Puiset, quien viajó en la primera cruzada con su esposo Walo II de Chaumont-en-Vexin. La prima de Humberga (cuyo nombre desconocido) se casó con Raúl el Rojo de Pont-Echanfrey, quien también viajó con su esposo en una cruzada.

Guido murió en 1095, el mismo año que el papa Urbano II lanzó la primera cruzada. Muchos de sus descendientes tuvieron carreras ilustres en Tierra Santa, a través de las ramas de Montlhéry, Courtenay y Le Puiset de su familia.